# The End Complete
The End Complete (с англ. — «Конец завершён») — третий студийный альбом американской дэт-метал-группы Obituary, выпущенный 21 апреля 1992 года на лейбле Roadrunner Records. В записи альбома участвовал вернувшийся в группу гитарист Аллен Вест, который покинул Obituary после записи дебютной пластинки.
В 1997 году альбом был ремастирован и перевыпущен на лейбле Roadrunner Records; в новую версию альбома добавили в качестве бонуса две композиции — «I’m in Pain» и «Killing Time», записанные с концерта Obituary. Так же переиздание включало в себя новое оформление и иллюстрации с фотографиями группы.
Было продано более 100,000 копий альбома в США, а по всему миру численность продаж насчитывается 250,000 копий, что сделало The End Complete самым продаваемым релизом Obituary и релизом в стиле дэт-метал в целом. Альбом занял 16 позицию в американском чарте Billboard.
На одноимённую композицию был снят видеоклип.

## Список композиций
| №                   | Название             | Музыка                                  | Длительность |
| ------------------- | -------------------- | --------------------------------------- | ------------ |
| 1.                  | «I'm in Pain»        | Тревор Перес, Джон Тарди, Дональд Тарди | 4:01         |
| 2.                  | «Back to One»        | Д. Тарди, Аллен Вест                    | 3:42         |
| 3.                  | «Dead Silence»       | Д. Тарди, А. Вест                       | 3:21         |
| 4.                  | «In the End of Life» | Т. Перес, Дж. Тарди, Д. Тарди           | 3:41         |
| 5.                  | «Sickness»           | Т. Перес, Дж. Тарди, Д. Тарди           | 4:06         |
| 6.                  | «Corrosive»          | Т. Перес, Дж. Тарди, Д. Тарди           | 4:11         |
| 7.                  | «Killing Time»       | Д. Тарди, А. Вест                       | 3:59         |
| 8.                  | «The End Complete»   | Т. Перес, Дж. Тарди, Д. Тарди           | 4:03         |
| 9.                  | «Rotting Ways»       | Д. Тарди, А. Вест                       | 5:13         |
| Общая длительность: | Общая длительность:  | Общая длительность:                     | 36:17        |

| №   | Название              | Длительность |
| --- | --------------------- | ------------ |
| 10. | «I'm in Pain» (Live)  | 4:49         |
| 11. | «Killing Time» (Live) | 4:01         |

## Участники записи
| Obituary - Джон Тарди — вокал - Аллен Уэст — соло-гитара - Тревор Перес — ритм-гитара - Фрэнк Уоткинс — бас-гитара - Дональд Тарди — ударные | Производственный персонал - Скотт Бёрнс — продюсер, звукорежиссёр, сведение - Obituary — продюсеры - Брайан Бенскутер — звукорежиссёр - Майк Фуллер — мастеринг - Марк Претор — ассистент звукорежиссёра - Сатоси Кобаяси — дизайн - Роб Мейуорт — дизайн - Марк Лейлоха — фотограф - Рин Мивилл — фотограф - Андреас Маршалл — художественное оформление - Патриция Муни — арт-директор |